# フィルムフェア
『フィルムフェア』（Filmfare）は、インドのボリウッド関連の記事を英語で取り扱う映画雑誌。1952年に創刊され、インド最大のメディア・コングロマリットであるザ・タイムズ・グループの子会社ワールドワイド・メディア傘下のジョージ・ヴァルゲーゼが刊行している。同誌はフィルムフェア賞を主催していることでも知られている。

## 歴史

### 1946年 - 1952年
ラームクリシュナ・ダルミア（1893年-1978年）は、チラワのマールワーリー人家庭に生まれた。ラームクリシュナには弟ジャイダヤル・ダルミアがおり、彼は1930年代にダルミア・グループを立ち上げた。インド独立運動終盤の1946年にラームクリシュナは、ベネット・コールマン・カンパニー（ザ・タイムズ・グループ）を2000万ルピー（27万ドル）で買収している。サンギータ・P・メーノーン・マルハンの『The TOI Story』（2013年）によると、ラームクリシュナは「インドに有効的に奉仕するための新聞を設立する」という動機から同社を買収したとされる。ダルミア・グループは経営を任せられる人材を探し、1950年3月にバーラト保険会社に勤務していたJ・C・ジャインを採用した。彼はベネット・コールマン・カンパニーのゼネラル・マネージャーに就任し、1963年まで同職を務めた。
1952年3月7日、ジャインは「映画製作と映画に関する意識を高める」ことを掲げ、隔週刊誌『フィルムフェア』を創刊した。彼はカミニ・コウシャルの自宅に居候して雑誌の構想を練ったという。同誌はサーウ・シャーンティ・プラサード・ジャインと彼の妻ラーマがボンベイで創刊、ザ・タイムズ・オブ・インディアから配布され、「別名は"Credibility"」「インド初の映画ジャーナリズムへの取り組み」というキャッチフレーズで宣伝された。フィルムフェアには当時の若手の有望視された俳優の特集や映画批評、「The Fortnight in Films」「Filmfacts」などのコラムが掲載された。また、ザ・タイムズ・オブ・インディアの広範囲なネットワークを活用して全国展開し、富裕層からの人気を集めた。同誌は第1回インド国際映画祭の2か月後に刊行され、ネーパ・マジュンダルの『Global Neorealism: The Transnational History of a Film Style』（2012年）によると、フィルムフェアは「映画祭をインド映画（俳優たち）が高品質の映画に触れる機会として」捉えており、これ以降フィルムフェアはインド映画を牽引する雑誌としての地位を確立したという。フィルムフェアの創刊号には、以下の宣言文が掲載された。
フィルムフェアは映画業界と、映画ファンという膨大な数の観客から構成されるパトロンという2つの立場から作られています。本誌はインド初の映画ジャーナリズムへの本格的な取り組みを掲げています、本誌は一味違った映画雑誌です。その違いは、複合芸術メディアとしての映画には真剣な研究と建設的な批判、そして業界や大衆からの評価が必要という認識から生まれました。

### 1953年 - 2001年
1953年、フィルムフェアは映画賞フィルムフェア賞（当初はクレア・メンドンサの名を冠してクレア賞と呼ばれていた）を創設した。フィルムフェア賞はアカデミー賞を参考に作られ、読者2万人の投票によって受賞者を選出した。第1回フィルムフェア賞授賞式は1954年3月21日にボンベイのメトロ・シネマで開催され、作品賞、監督賞、主演男優賞、主演女優賞、音楽監督賞の5部門の受賞者が発表された。この映画賞はインドで最も古く、最も著名な映画賞として知られており、ビジネス・ラインは「誰もが憧れる映画賞の一つ」と評価している。
1957年には「セルフ・ポートレートシリーズ」を始め、このシリーズではアショーク・クマール、デーヴ・アーナンド、ディリープ・クマール、ミーナー・クマーリー、ナルギス、ヌータン、ラージ・カプールなどの著名な俳優を招き、生い立ちや人生経験を語ってもらう形式になっていた。1966年8月19日号ではシャルミラ・タゴールが花柄のツーピース・ビキニを着た写真が掲載され、話題になった。雑誌の表紙にビキニを着たインドの著名人の写真が掲載されたのはフィルムフェアが初であり、シャルミラは自分自身の判断で撮影に挑んだことを明言していたが、後年「撮影を許可した理由は分からない」と語っている。1965年にはユナイテッド・プロデューサーズ（G・P・シッピー、シャクティ・サマンタ、B・R・チョープラーのグループ）と提携して、ユナイテッド・プロデューサーズ＝フィルムフェア・タレント・コンテストを開催した。
1970年代に入り、18年間編集長を務めたB・K・カランジアが退任し、新たにラウフ・アフメドが編集長に就任した。2015年にデイリー・ニュース&アナライシスの取材に答えたアフメドは、当時のフィルムフェアはジャーナリストがゴシップ記事を書かなかったために廃刊寸前に追い込まれていたことを明かしている。彼の後任となったビクラム・シン（K・N・シンの兄弟）は、1980年代初頭まで編集長を務めた。1984年にプリティーシュ・ナンディが編集長に就任し、彼が手掛けた最初の号が同年7月に刊行された。その号のタイトルは「Unquestionably No. 1」で、シュリデヴィが表紙を飾った。1990年代に入ると購読者数が減少したため、対策として石鹸やシャンプーなどの消費財を無料で付けるようになった。また、マラヤーラム語映画、タミル語映画、テルグ語映画の特集に数ページを割いた月刊特別誌の刊行を始めたことで、フィルムフェアは成功を収めた。これらの施策は1993年に編集長に就任したハーリド・モハメドの下で実施された。

### 2002年以降
2002年にモハメドが退任し、新たにシャシ・バリガが編集長に就任した。2004年12月1日にザ・タイムズ・グループはBBCワールドワイドとの合弁会社ワールドワイド・メディアを設立し、同社がフィルムフェアの刊行を手掛けることになった。2006年にジテーシュ・ピラーイが編集長に就任した。2010年代に入るとフィルムフェア賞 東インド映画部門（2014年）、フィルムフェア・スタイル&グラマー賞（2015年）、フィルムフェア賞 マラーティー語映画部門（2015年）、フィルムフェア賞 短編映画部門（2016年）、フィルムフェア賞 パンジャーブ語映画部門（2017年）、フィルムフェアOTT賞（2020年）を相次いで設立した。2011年10月にワールドワイド・メディアは、ザ・タイムズ・グループの完全子会社となった。同年からヒンディー語版も発行されるようになった。

## 評価
フィルムフェアは、インドで最も人気があり、評価が高い雑誌の一つとされている。ザ・イラストレイテッド・ウィークリー・オブ・インディア は「気品がある」、スペクテイターは「主流メディアが特定の映画を"低俗"として疎外する方法の良い例を提供している」とそれぞれ評価している。2004年のエコノミック・タイムズの記事によると、フィルムフェアの月間発行部数は14万7000部、2008年に文化学者レイチェル・ドワイヤーは20万部と分析している。インドの発行部数調査では、2013年の発行部数は27万6000部、2014年の発行部数は34万2000部となっている。